# Velenice (Boêmia Central)
Velenice é uma comuna checa localizada na região da Boêmia Central, distrito de Nymburk.